# Vaejovis lapidicola
Espèce
Vaejovis lapidicola est une espèce de scorpions de la famille des Vaejovidae.

## Distribution
Cette espèce est endémique d'Arizona aux États-Unis. Elle se rencontre dans le comté de Coconino vers Flagstaff.

## Description
Le mâle syntype mesure 16,0 mm et les femelles de 28,5 à 28,7 mm.

## Publication originale
- Stahnke, 1940 : « The Scorpions of Arizona. » Iowa State College Journal of Science, vol. 15, no 1, p. 101-103.